# ملعب بالايدوس
ملعب بالایدوس (بالإسبانية: Estadio Municipal de Balaídos)‏ هو ملعب كرة قدم يقع في إسبانيا، يتسع لـ 31,800 متفرج. استضاف مباريات كأس العالم لكرة القدم 1982.

## التاريخ
تم وضع حجر الأساس للملعب عام 1925. افتتح الملعب عام 1928. تم تجديده في 2004. تمت توسعته في 1967.

### مباريات كأس العالم لكرة القدم 1982 التي استضافها
| 14 يونيو 1982                 | إيطاليا | 0–0   | بولندا | بالایدوس                                  |
| 17:15 توقيت وسط أوروبا الصيفي |         | تقرير |        | الحضور: 33،000 الحكم: ميشيل فوترو (فرنسا) |

| 18 يونيو 1982                 | إيطاليا         | 1–1   | بيرو                  | بالایدوس                                               |
| 17:15 توقيت وسط أوروبا الصيفي | برونو كونتي 18' | تقرير | روبن توريبيو دياز 83' | الحضور: 25،000 الحكم: فالتر إيشفايلر (ألمانيا الغربية) |

| 23 يونيو 1982                 | إيطاليا                 | 1–1   | الكاميرون         | بالایدوس                                      |
| 17:15 توقيت وسط أوروبا الصيفي | فرانشيسكو غراتسياني 60' | تقرير | غريغوار مبيدا 61' | الحضور: 20،000 الحكم: بوغدان دوتشيف (بلغاريا) |